# Laplace-Operator
Der Laplace-Operator ist ein mathematischer Operator, der zuerst von Pierre-Simon Laplace eingeführt wurde. Es handelt sich um einen linearen Differentialoperator innerhalb der mehrdimensionalen Analysis. Er wird meist durch das Zeichen {\displaystyle \Delta }, den Großbuchstaben Delta des griechischen Alphabets, notiert.
Der Laplace-Operator kommt in vielen Differentialgleichungen vor, die das Verhalten physikalischer Felder beschreiben. Beispiele sind die Poisson-Gleichung der Elektrostatik, die Navier-Stokes-Gleichungen für Strömungen von Flüssigkeiten oder Gasen und die Diffusionsgleichung für die Wärmeleitung.

## Definition
Der Laplace-Operator ordnet einem zweimal differenzierbaren Skalarfeld {\displaystyle f} die Divergenz seines Gradienten zu,
{\displaystyle \Delta f=\operatorname {div} \left(\operatorname {grad} \,f\right),}
oder mit dem Nabla-Operator notiert
{\displaystyle \Delta f=\nabla \cdot (\nabla f)=(\nabla \cdot \nabla )f=\nabla ^{2}f.}
Das formale „Skalarprodukt“ des Nabla-Operators mit sich selbst ergibt also den Laplace-Operator. Vor allem im englischsprachigen Raum ist für den Laplace-Operator oft die Schreibweise {\displaystyle \nabla ^{2}} zu finden.
Da der Divergenz-Operator {\displaystyle \operatorname {div} } und der Gradient-Operator {\displaystyle \operatorname {grad} } unabhängig vom gewählten Koordinatensystem sind, ist auch der Laplace-Operator unabhängig vom gewählten Koordinatensystem. Die Darstellung des Laplace-Operators in anderen Koordinatensystemen ergibt sich mit der Kettenregel aus der Koordinatentransformation.
Im {\displaystyle n}-dimensionalen euklidischen Raum ergibt sich in kartesischen Koordinaten
{\displaystyle \Delta f=\sum _{k=1}^{n}{\partial ^{2}f \over \partial x_{k}^{2}}.}
In einer Dimension reduziert sich der Laplace-Operator somit auf die zweite Ableitung:
{\displaystyle \Delta f=f''}
Der Laplace-Operator einer Funktion kann auch als Spur ihrer Hesse-Matrix dargestellt werden:
{\displaystyle \Delta f=\mathrm {Spur} (H(f))}

Der Laplace-Operator kann auch auf Vektorfelder angewendet werden. Mit dem dyadischen Produkt „{\displaystyle \otimes }“ wird mit dem Nabla-Operator {\displaystyle \nabla }
{\displaystyle \Delta {\vec {v}}:=(\nabla \cdot \nabla ){\vec {v}}=\nabla \cdot (\nabla \otimes {\vec {v}})=\operatorname {div(grad} ({\vec {v}})^{\top })}
definiert. Das Superskript {\displaystyle {}^{\top }} steht für Transponierung. In der Literatur findet sich auch ein Divergenz-Operator, der sein Argument gemäß {\displaystyle \operatorname {\widetilde {div}} T=\operatorname {div} (T^{\top })} transponiert. Mit diesem Operator schreibt sich analog zum Skalarfeld:
{\displaystyle \Delta {\vec {v}}=\operatorname {{\widetilde {div}}(grad} \,{\vec {v}})}
Speziell in drei Dimensionen gilt mit dem Rotationsoperator {\displaystyle \operatorname {rot} }
{\displaystyle \Delta {\vec {v}}=(\nabla \cdot \nabla ){\vec {v}}=\nabla (\nabla \cdot {\vec {v}})-\nabla \times (\nabla \times {\vec {v}})=\operatorname {grad(div} ({\vec {v}}))-\operatorname {rot(rot} ({\vec {v}})),}
was mit der Graßmann-Identität begründet werden kann. Letztere Formel definiert den sogenannten vektoriellen Laplace-Operator.

## Darstellung

### In zwei Dimensionen
Für eine Funktion {\displaystyle f} in kartesischen Koordinaten {\displaystyle (x,y)} ergibt die Anwendung des Laplace-Operators
{\displaystyle \Delta f={\frac {\partial ^{2}f}{\partial x^{2}}}+{\frac {\partial ^{2}f}{\partial y^{2}}}.}
In Polarkoordinaten {\displaystyle (r,\varphi )} ergibt sich
{\displaystyle \Delta f={\frac {\partial ^{2}f}{\partial r^{2}}}+{\frac {1}{r}}{\frac {\partial f}{\partial r}}+{\frac {1}{r^{2}}}{\frac {\partial ^{2}f}{\partial \varphi ^{2}}}}
oder
{\displaystyle \Delta f={\frac {1}{r}}{\frac {\partial }{\partial r}}\left(r\,{\frac {\partial f}{\partial r}}\right)+{\frac {1}{r^{2}}}{\frac {\partial ^{2}f}{\partial \varphi ^{2}}}.}

### In drei Dimensionen
Für eine Funktion {\displaystyle f} mit drei Variablen ergibt sich in kartesischen Koordinaten {\displaystyle (x,y,z)}
{\displaystyle \Delta f={\frac {\partial ^{2}f}{\partial x^{2}}}+{\frac {\partial ^{2}f}{\partial y^{2}}}+{\frac {\partial ^{2}f}{\partial z^{2}}}.}
In Zylinderkoordinaten {\displaystyle (\rho ,\varphi ,z)} ergibt sich
{\displaystyle \Delta f={\frac {1}{\rho }}{\frac {\partial }{\partial \rho }}\left(\rho \,{\frac {\partial f}{\partial \rho }}\right)+{\frac {1}{\rho ^{2}}}{\frac {\partial ^{2}f}{\partial \varphi ^{2}}}+{\frac {\partial ^{2}f}{\partial z^{2}}}}
und in Kugelkoordinaten {\displaystyle (r,\theta ,\varphi )}
{\displaystyle \Delta f={\frac {1}{r^{2}}}{\frac {\partial }{\partial r}}\left(r^{2}\,{\frac {\partial f}{\partial r}}\right)+{\frac {1}{r^{2}\sin \theta }}{\frac {\partial }{\partial \theta }}\left(\sin \theta \,{\frac {\partial f}{\partial \theta }}\right)+{\frac {1}{r^{2}\sin ^{2}\theta }}{\frac {\partial ^{2}f}{\partial \varphi ^{2}}}.}
Die Ableitungen der Produkte in dieser Darstellung können noch entwickelt werden, wobei sich der erste und zweite Term ändern. Der erste (radiale) Term kann in drei äquivalenten Formen geschrieben werden:
{\displaystyle {\frac {1}{r^{2}}}{\frac {\partial }{\partial r}}\left(r^{2}\,{\frac {\partial f}{\partial r}}\right)={\frac {\partial ^{2}f}{\partial r^{2}}}+{\frac {2}{r}}{\frac {\partial f}{\partial r}}={\frac {1}{r}}{\frac {\partial ^{2}}{\partial r^{2}}}{\Big (}rf(r){\Big )}}
Entsprechend gilt für den zweiten Term:
{\displaystyle {\frac {1}{r^{2}\sin \theta }}{\frac {\partial }{\partial \theta }}\left(\sin \theta \,{\frac {\partial f}{\partial \theta }}\right)={\frac {1}{r^{2}}}{\frac {\partial ^{2}f}{\partial \theta ^{2}}}+{\frac {\cot \theta }{r^{2}}}{\frac {\partial f}{\partial \theta }}}
Diese Darstellungen des Laplace-Operators in Zylinder- und Kugelkoordinaten gelten nur für den skalaren Laplace-Operator. Für den Laplace-Operator, der auf vektorwertige Funktionen wirkt, müssen noch weitere Terme berücksichtigt werden, siehe weiter unten den Abschnitt „Anwendung auf Vektorfelder“.

### In krummlinigen Orthogonalkoordinaten
In beliebigen krummlinigen Orthogonalkoordinaten, zum Beispiel in sphärischen Polarkoordinaten, Zylinderkoordinaten oder elliptischen Koordinaten gilt dagegen für den Laplace-Operator die allgemeinere Beziehung
{\displaystyle \Delta f={\rm {div\,\,grad\,\,}}f={\frac {1}{a_{1}a_{2}a_{3}}}\,\,{\frac {\partial }{\partial u_{1}}}\left({\frac {a_{2}a_{3}\,\partial f}{a_{1}\,\partial u_{1}}}\right)+{\frac {1}{a_{1}a_{2}a_{3}}}\,\,{\frac {\partial }{\partial u_{2}}}\left({\frac {a_{1}a_{3}\,\partial f}{a_{2}\,\partial u_{2}}}\right)+{\frac {1}{a_{1}a_{2}a_{3}}}\,\,{\frac {\partial }{\partial u_{3}}}\left({\frac {a_{1}a_{2}\,\partial f}{a_{3}\,\partial u_{3}}}\right)}
mit den durch
{\displaystyle \mathrm {d} {\vec {r}}=\sum _{i=1}^{3}\,a_{i}\,{\hat {e}}_{i}(u_{1},u_{2},u_{3})\,\mathrm {d} u_{i}}
{\displaystyle {\rm {grad\,\,}}f=\sum _{i=1}^{3}\,{\frac {\partial f}{a_{i}\,\partial u_{i}}}\,{\hat {e}}_{i}}
{\displaystyle {\hat {e}}_{i}\cdot {\hat {e}}_{k}=\delta _{i,k}={\begin{cases}1&{\text{für }}i=k\\0&{\text{für }}i\neq k\end{cases}}}
impliziert definierten Größen {\displaystyle a_{i},u_{i},{\hat {e}}_{i}}. Dabei haben nicht die {\displaystyle \mathrm {d} u_{i}}, sondern die Größen {\displaystyle \mathrm {d} l_{i}:=a_{i}\cdot \mathrm {d} u_{i}} die physikalische Dimension einer „Länge“, wobei zu beachten ist, dass die {\displaystyle a_{i}} nicht konstant sind, sondern von {\displaystyle u_{1}}, {\displaystyle u_{2}} und {\displaystyle u_{3}} abhängen können.
Für noch allgemeinere Koordinaten gilt die Laplace-Beltrami-Beziehung.

### Anwendung auf Vektorfelder
In einem kartesischen Koordinatensystem mit {\displaystyle x}-, {\displaystyle y}- und {\displaystyle z}-Koordinaten und Basisvektoren {\displaystyle {\hat {e}}_{x,y,z}} gilt:
{\displaystyle \Delta {\vec {v}}={\frac {\partial ^{2}}{\partial x^{2}}}{\vec {v}}+{\frac {\partial ^{2}}{\partial y^{2}}}{\vec {v}}+{\frac {\partial ^{2}}{\partial z^{2}}}{\vec {v}}=\Delta v_{x}{\hat {e}}_{x}+\Delta v_{y}{\hat {e}}_{y}+\Delta v_{z}{\hat {e}}_{z}={\begin{pmatrix}\Delta v_{x}\\\Delta v_{y}\\\Delta v_{z}\end{pmatrix}}}
Bei Verwendung von Zylinder- bzw. Kugelkoordinaten ist die Differentiation der Basisvektoren zu beachten. Es ergibt sich in Zylinderkoordinaten {\displaystyle (\rho ,\varphi ,z)}
{\displaystyle \Delta {\vec {v}}=\left(\Delta v_{\rho }-{\frac {1}{\rho ^{2}}}v_{\rho }-{\frac {2}{\rho ^{2}}}{\frac {\partial v_{\varphi }}{\partial \varphi }}\right){\hat {e}}_{\rho }+\left(\Delta v_{\varphi }-{\frac {1}{\rho ^{2}}}v_{\varphi }+{\frac {2}{\rho ^{2}}}{\frac {\partial v_{\rho }}{\partial \varphi }}\right){\hat {e}}_{\varphi }+\Delta v_{z}{\hat {e}}_{z}}
und in Kugelkoordinaten {\displaystyle (r,\theta ,\varphi )}
{\displaystyle {\begin{aligned}\Delta {\vec {v}}=&\left(\Delta v_{r}-{\frac {2}{r^{2}}}v_{r}-{\frac {2}{r^{2}\sin \theta }}{\frac {\partial v_{\varphi }}{\partial \varphi }}-{\frac {2}{r^{2}}}{\frac {\partial v_{\theta }}{\partial \theta }}-{\frac {2}{r^{2}\tan \theta }}v_{\theta }\right){\hat {e}}_{r}\\&+\left(\Delta v_{\theta }+{\frac {2}{r^{2}}}{\frac {\partial v_{r}}{\partial \theta }}-{\frac {2\cos \theta }{r^{2}\sin ^{2}\theta }}{\frac {\partial v_{\varphi }}{\partial \varphi }}-{\frac {1}{r^{2}\sin ^{2}\theta }}v_{\theta }\right){\hat {e}}_{\theta }\\&+\left(\Delta v_{\varphi }+{\frac {2}{r^{2}\sin \theta }}{\frac {\partial v_{r}}{\partial \varphi }}-{\frac {1}{r^{2}\sin ^{2}\theta }}v_{\varphi }+{\frac {2\cos \theta }{r^{2}\sin ^{2}\theta }}{\frac {\partial v_{\theta }}{\partial \varphi }}\right){\hat {e}}_{\varphi }\,.\end{aligned}}}
Die zu den Laplace-Ableitungen der Vektorkomponenten hinzu kommenden Terme resultieren aus den Ableitungen der Basisvektoren.
| Beweis |
| In Zylinderkoordinaten {\displaystyle (\rho ,\varphi ,z)} werden {\displaystyle {\hat {e}}_{\rho }={\begin{pmatrix}\cos \varphi \\\sin \varphi \\0\end{pmatrix}},\quad {\hat {e}}_{\varphi }={\begin{pmatrix}-\sin \varphi \\\cos \varphi \\0\end{pmatrix}},\quad {\hat {e}}_{z}={\begin{pmatrix}0\\0\\1\end{pmatrix}}} als orthonormale Basisvektoren genommen. Ihre Ableitungen lauten: {\displaystyle {\hat {e}}_{\rho ,\varphi }={\hat {e}}_{\varphi }\quad {\text{und}}\quad {\hat {e}}_{\varphi ,\varphi }=-{\hat {e}}_{\rho }} Hier wie im Folgenden bedeutet ein Index nach einem Komma eine Ableitung nach der angegebenen Koordinate, beispielsweise {\displaystyle {\hat {e}}_{\rho ,\varphi }:={\frac {\partial }{\partial \varphi }}{\hat {e}}_{\rho }.} Die Anwendung des Laplace-Operators {\displaystyle \Delta ={\frac {\partial ^{2}}{\partial \rho ^{2}}}+{\frac {1}{\rho }}{\frac {\partial }{\partial \rho }}+{\frac {1}{\rho ^{2}}}{\frac {\partial ^{2}}{\partial \varphi ^{2}}}+{\frac {\partial ^{2}}{\partial z^{2}}}} auf ein Vektorfeld ergibt: {\displaystyle {\begin{aligned}&\left({\frac {\partial ^{2}}{\partial \rho ^{2}}}+{\frac {1}{\rho }}{\frac {\partial }{\partial \rho }}+{\frac {1}{\rho ^{2}}}{\frac {\partial ^{2}}{\partial \varphi ^{2}}}+{\frac {\partial ^{2}}{\partial z^{2}}}\right)(v_{\rho }{\hat {e}}_{\rho }+v_{\varphi }{\hat {e}}_{\varphi }+v_{z}{\hat {e}}_{z})\\=&{\frac {\partial ^{2}}{\partial \rho ^{2}}}(v_{\rho }{\hat {e}}_{\rho }+v_{\varphi }{\hat {e}}_{\varphi }+v_{z}{\hat {e}}_{z})+{\frac {1}{\rho }}{\frac {\partial }{\partial \rho }}(v_{\rho }{\hat {e}}_{\rho }+v_{\varphi }{\hat {e}}_{\varphi }+v_{z}{\hat {e}}_{z})\\&+{\frac {1}{\rho ^{2}}}{\frac {\partial ^{2}}{\partial \varphi ^{2}}}(v_{\rho }{\hat {e}}_{\rho }+v_{\varphi }{\hat {e}}_{\varphi }+v_{z}{\hat {e}}_{z})+{\frac {\partial ^{2}}{\partial z^{2}}}(v_{\rho }{\hat {e}}_{\rho }+v_{\varphi }{\hat {e}}_{\varphi }+v_{z}{\hat {e}}_{z})\\=&v_{\rho ,\rho \rho }{\hat {e}}_{\rho }+v_{\varphi ,\rho \rho }{\hat {e}}_{\varphi }+v_{z,\rho \rho }{\hat {e}}_{z}+{\frac {1}{\rho }}(v_{\rho ,\rho }{\hat {e}}_{\rho }+v_{\varphi ,\rho }{\hat {e}}_{\varphi }+v_{z,\rho }{\hat {e}}_{z})\\&+{\frac {1}{\rho ^{2}}}{\frac {\partial }{\partial \varphi }}(v_{\rho ,\varphi }{\hat {e}}_{\rho }+v_{\rho }{\hat {e}}_{\varphi }+v_{\varphi ,\varphi }{\hat {e}}_{\varphi }-v_{\varphi }{\hat {e}}_{\rho }+v_{z,\varphi }{\hat {e}}_{z})\\&+v_{\rho ,zz}{\hat {e}}_{\rho }+v_{\varphi ,zz}{\hat {e}}_{\varphi }+v_{z,zz}{\hat {e}}_{z}\\=&v_{\rho ,\rho \rho }{\hat {e}}_{\rho }+v_{\varphi ,\rho \rho }{\hat {e}}_{\varphi }+v_{z,\rho \rho }{\hat {e}}_{z}+{\frac {1}{\rho }}(v_{\rho ,\rho }{\hat {e}}_{\rho }+v_{\varphi ,\rho }{\hat {e}}_{\varphi }+v_{z,\rho }{\hat {e}}_{z})\\&+{\frac {1}{\rho ^{2}}}(v_{\rho ,\varphi \varphi }{\hat {e}}_{\rho }+2v_{\rho ,\varphi }{\hat {e}}_{\varphi }-v_{\rho }{\hat {e}}_{\rho }+v_{\varphi ,\varphi \varphi }{\hat {e}}_{\varphi }-2v_{\varphi ,\varphi }{\hat {e}}_{\rho }-v_{\varphi }{\hat {e}}_{\varphi }+v_{z,\varphi \varphi }{\hat {e}}_{z})\\&+v_{\rho ,zz}{\hat {e}}_{\rho }+v_{\varphi ,zz}{\hat {e}}_{\varphi }+v_{z,zz}{\hat {e}}_{z}\\=&+\left(\Delta v_{\rho }-{\frac {1}{\rho ^{2}}}v_{\rho }-{\frac {2}{\rho ^{2}}}v_{\varphi ,\varphi }\right){\hat {e}}_{\rho }+\left(\Delta v_{\varphi }-{\frac {1}{\rho ^{2}}}v_{\varphi }+{\frac {2}{\rho ^{2}}}v_{\rho ,\varphi }\right){\hat {e}}_{\varphi }+\Delta v_{z}{\hat {e}}_{z},\end{aligned}}} also die im Text angegebene Formel. |
| In Kugelkoordinaten können die Basisvektoren {\displaystyle {\hat {e}}_{r}={\begin{pmatrix}\sin \theta \cos \varphi \\\sin \theta \sin \varphi \\\cos \theta \end{pmatrix}},\qquad {\hat {e}}_{\theta }={\begin{pmatrix}\cos \theta \cos \varphi \\\cos \theta \sin \varphi \\-\sin \theta \end{pmatrix}},\qquad {\hat {e}}_{\varphi }={\begin{pmatrix}-\sin \varphi \\\cos \varphi \\0\end{pmatrix}}} verwendet werden. Diese Vektoren haben die Ableitungen {\displaystyle {\begin{aligned}{\hat {e}}_{r,\theta }=&{\begin{pmatrix}\cos \theta \cos \varphi \\\cos \theta \sin \varphi \\-\sin \theta \end{pmatrix}}={\hat {e}}_{\theta }\,,\quad {\hat {e}}_{r,\varphi }={\begin{pmatrix}-\sin \theta \sin \varphi \\\sin \theta \cos \varphi \\0\end{pmatrix}}=\sin \theta {\hat {e}}_{\varphi }\\{\hat {e}}_{\theta ,\theta }=&{\begin{pmatrix}-\sin \theta \cos \varphi \\-\sin \theta \sin \varphi \\-\cos \theta \end{pmatrix}}=-{\hat {e}}_{r}\,,\quad {\hat {e}}_{\theta ,\varphi }={\begin{pmatrix}-\cos \theta \sin \varphi \\\cos \theta \cos \varphi \\0\end{pmatrix}}=\cos \theta {\hat {e}}_{\varphi }\\{\hat {e}}_{\varphi ,\varphi }=&{\begin{pmatrix}-\cos \varphi \\-\sin \varphi \\0\end{pmatrix}}={\hat {e}}_{z}\times {\hat {e}}_{\varphi }=-\sin \theta {\hat {e}}_{r}-\cos \theta {\hat {e}}_{\theta }\end{aligned}}} Anwendung des Laplace-Operators {\displaystyle \Delta ={\frac {\partial ^{2}}{\partial r^{2}}}+{\frac {2}{r}}{\frac {\partial }{\partial r}}+{\frac {1}{r^{2}}}{\frac {\partial ^{2}}{\partial \theta ^{2}}}+{\frac {1}{r^{2}\tan \theta }}{\frac {\partial }{\partial \theta }}+{\frac {1}{r^{2}\sin ^{2}\theta }}{\frac {\partial ^{2}}{\partial \varphi ^{2}}}} auf ein Vektorfeld ergibt: {\displaystyle {\begin{aligned}&\left({\frac {\partial ^{2}}{\partial r^{2}}}+{\frac {2}{r}}{\frac {\partial }{\partial r}}+{\frac {1}{r^{2}}}{\frac {\partial ^{2}}{\partial \theta ^{2}}}+{\frac {1}{r^{2}\tan \theta }}{\frac {\partial }{\partial \theta }}+{\frac {1}{r^{2}\sin ^{2}\theta }}{\frac {\partial ^{2}}{\partial \varphi ^{2}}}\right)\cdot (v_{r}{\hat {e}}_{r}+v_{\theta }{\hat {e}}_{\theta }+v_{\varphi }{\hat {e}}_{\varphi })\\=&{\frac {\partial ^{2}}{\partial r^{2}}}(v_{r}{\hat {e}}_{r}+v_{\theta }{\hat {e}}_{\theta }+v_{\varphi }{\hat {e}}_{\varphi })+{\frac {2}{r}}{\frac {\partial }{\partial r}}(v_{r}{\hat {e}}_{r}+v_{\theta }{\hat {e}}_{\theta }+v_{\varphi }{\hat {e}}_{\varphi })+{\frac {1}{r^{2}}}{\frac {\partial ^{2}}{\partial \theta ^{2}}}(v_{r}{\hat {e}}_{r}+v_{\theta }{\hat {e}}_{\theta }+v_{\varphi }{\hat {e}}_{\varphi })\\&+{\frac {1}{r^{2}\tan \theta }}{\frac {\partial }{\partial \theta }}(v_{r}{\hat {e}}_{r}+v_{\theta }{\hat {e}}_{\theta }+v_{\varphi }{\hat {e}}_{\varphi })+{\frac {1}{r^{2}\sin ^{2}\theta }}{\frac {\partial ^{2}}{\partial \varphi ^{2}}}(v_{r}{\hat {e}}_{r}+v_{\theta }{\hat {e}}_{\theta }+v_{\varphi }{\hat {e}}_{\varphi })\\=&v_{r,rr}{\hat {e}}_{r}+v_{\theta ,rr}{\hat {e}}_{\theta }+v_{\varphi ,rr}{\hat {e}}_{\varphi }+{\frac {2}{r}}v_{r,r}{\hat {e}}_{r}+{\frac {2}{r}}v_{\theta ,r}{\hat {e}}_{\theta }+{\frac {2}{r}}v_{\varphi ,r}{\hat {e}}_{\varphi }\\&+{\frac {1}{r^{2}}}{\frac {\partial }{\partial \theta }}(v_{r,\theta }{\hat {e}}_{r}+v_{r}{\hat {e}}_{\theta }+v_{\theta ,\theta }{\hat {e}}_{\theta }-v_{\theta }{\hat {e}}_{r}+v_{\varphi ,\theta }{\hat {e}}_{\varphi })\\&+{\frac {1}{r^{2}\tan \theta }}(v_{r,\theta }{\hat {e}}_{r}+v_{r}{\hat {e}}_{\theta }+v_{\theta ,\theta }{\hat {e}}_{\theta }-v_{\theta }{\hat {e}}_{r}+v_{\varphi ,\theta }{\hat {e}}_{\varphi })\\&+{\frac {1}{r^{2}\sin ^{2}\theta }}{\frac {\partial }{\partial \varphi }}(v_{r,\varphi }{\hat {e}}_{r}+\sin \theta v_{r}{\hat {e}}_{\varphi }+v_{\theta ,\varphi }{\hat {e}}_{\theta }+\cos \theta v_{\theta }{\hat {e}}_{\varphi }+v_{\varphi ,\varphi }{\hat {e}}_{\varphi }-\sin \theta v_{\varphi }{\hat {e}}_{r}-\cos \theta v_{\varphi }{\hat {e}}_{\theta })\\=&v_{r,rr}{\hat {e}}_{r}+v_{\theta ,rr}{\hat {e}}_{\theta }+v_{\varphi ,rr}{\hat {e}}_{\varphi }+{\frac {2}{r}}v_{r,r}{\hat {e}}_{r}+{\frac {2}{r}}v_{\theta ,r}{\hat {e}}_{\theta }+{\frac {2}{r}}v_{\varphi ,r}{\hat {e}}_{\varphi }\\&+{\frac {1}{r^{2}}}(v_{r,\theta \theta }{\hat {e}}_{r}+v_{r,\theta }{\hat {e}}_{\theta }+v_{r,\theta }{\hat {e}}_{\theta }-v_{r}{\hat {e}}_{r}+v_{\theta ,\theta \theta }{\hat {e}}_{\theta }-v_{\theta ,\theta }{\hat {e}}_{r}-v_{\theta ,\theta }{\hat {e}}_{r}-v_{\theta }{\hat {e}}_{\theta }+v_{\varphi ,\theta \theta }{\hat {e}}_{\varphi })\\&+{\frac {1}{r^{2}\tan \theta }}(v_{r,\theta }{\hat {e}}_{r}+v_{r}{\hat {e}}_{\theta }+v_{\theta ,\theta }{\hat {e}}_{\theta }-v_{\theta }{\hat {e}}_{r}+v_{\varphi ,\theta }{\hat {e}}_{\varphi })\\&+{\frac {1}{r^{2}\sin ^{2}\theta }}(v_{r,\varphi \varphi }{\hat {e}}_{r}+\sin \theta v_{r,\varphi }{\hat {e}}_{\varphi }+\sin \theta v_{r,\varphi }{\hat {e}}_{\varphi }-\sin ^{2}\theta v_{r}{\hat {e}}_{r}-\sin \theta \cos \theta v_{r}{\hat {e}}_{\theta }\\&+v_{\theta ,\varphi \varphi }{\hat {e}}_{\theta }+\cos \theta v_{\theta ,\varphi }{\hat {e}}_{\varphi }+\cos \theta v_{\theta ,\varphi }{\hat {e}}_{\varphi }-\sin \theta \cos \theta v_{\theta }{\hat {e}}_{r}-\cos ^{2}\theta v_{\theta }{\hat {e}}_{\theta }\\&+v_{\varphi ,\varphi \varphi }{\hat {e}}_{\varphi }-\sin \theta v_{\varphi ,\varphi }{\hat {e}}_{r}-\cos \theta v_{\varphi ,\varphi }{\hat {e}}_{\theta }-\sin \theta v_{\varphi ,\varphi }{\hat {e}}_{r}-\sin ^{2}\theta v_{\varphi }{\hat {e}}_{\varphi }\\&-\cos \theta v_{\varphi ,\varphi }{\hat {e}}_{\theta }-\cos ^{2}\theta v_{\varphi }{\hat {e}}_{\varphi })\\=&{\Bigl (}v_{r,rr}+{\frac {2}{r}}v_{r,r}+{\frac {1}{r^{2}}}v_{r,\theta \theta }+{\frac {1}{r^{2}\tan \theta }}v_{r,\theta }+{\frac {1}{r^{2}\sin ^{2}\theta }}v_{r,\varphi \varphi }\\&\qquad -{\frac {1}{r^{2}}}v_{r}-{\frac {1}{r^{2}}}v_{\theta ,\theta }-{\frac {1}{r^{2}}}v_{\theta ,\theta }-{\frac {1}{r^{2}\tan \theta }}v_{\theta }-{\frac {1}{r^{2}}}v_{r}-{\frac {\cos \theta }{r^{2}\sin \theta }}v_{\theta }-{\frac {1}{r^{2}\sin \theta }}v_{\varphi ,\varphi }-{\frac {1}{r^{2}\sin \theta }}v_{\varphi ,\varphi }{\Bigr )}{\hat {e}}_{r}\\&+{\Bigl (}v_{\theta ,rr}+{\frac {2}{r}}v_{\theta ,r}+{\frac {1}{r^{2}}}v_{\theta ,\theta \theta }+{\frac {1}{r^{2}\tan \theta }}v_{\theta ,\theta }+{\frac {1}{r^{2}\sin ^{2}\theta }}v_{\theta ,\varphi \varphi }\\&\qquad +{\frac {2}{r^{2}}}v_{r,\theta }-{\frac {1}{r^{2}}}v_{\theta }+{\frac {1}{r^{2}\tan \theta }}v_{r}-{\frac {\cos \theta }{r^{2}\sin \theta }}v_{r}-{\frac {\cos ^{2}\theta }{r^{2}\sin ^{2}\theta }}v_{\theta }-{\frac {2\cos \theta }{r^{2}\sin ^{2}\theta }}v_{\varphi ,\varphi }{\Bigr )}{\hat {e}}_{\theta }\\&+{\Bigl (}v_{\varphi ,rr}+{\frac {2}{r}}v_{\varphi ,r}+{\frac {1}{r^{2}}}v_{\varphi ,\theta \theta }+{\frac {1}{r^{2}\tan \theta }}v_{\varphi ,\theta }+{\frac {1}{r^{2}\sin ^{2}\theta }}v_{\varphi ,\varphi \varphi }\\&\qquad +{\frac {2}{r^{2}\sin \theta }}v_{r,\varphi }+{\frac {2\cos \theta }{r^{2}\sin ^{2}\theta }}v_{\theta ,\varphi }-{\frac {\sin ^{2}\theta +\cos ^{2}\theta }{r^{2}\sin ^{2}\theta }}v_{\varphi }{\Bigr )}{\hat {e}}_{\varphi }\\=&\left(\Delta v_{r}-{\frac {2}{r^{2}}}v_{r}-{\frac {2}{r^{2}}}v_{\theta ,\theta }-{\frac {2}{r^{2}\tan \theta }}v_{\theta }-{\frac {2}{r^{2}\sin \theta }}v_{\varphi ,\varphi }\right){\hat {e}}_{r}\\&+\left(\Delta v_{\theta }+{\frac {2}{r^{2}}}v_{r,\theta }-{\frac {1}{r^{2}\sin ^{2}\theta }}v_{\theta }-{\frac {2\cos \theta }{r^{2}\sin ^{2}\theta }}v_{\varphi ,\varphi }\right){\hat {e}}_{\theta }\\&+\left(\Delta v_{\varphi }+{\frac {2\cos \theta }{r^{2}\sin ^{2}\theta }}v_{\theta ,\varphi }-{\frac {1}{r^{2}\sin ^{2}\theta }}v_{\varphi }+{\frac {2}{r^{2}\sin \theta }}v_{r,\varphi }\right){\hat {e}}_{\varphi }\end{aligned}},} also dasselbe Ergebnis wie im Text angegeben. |

## Eigenschaften
Der Laplace-Operator ist ein linearer Operator, das heißt: Sind {\displaystyle f} und {\displaystyle g} zweimal differenzierbare Funktionen und {\displaystyle a} und {\displaystyle b} Konstanten, so gilt
{\displaystyle \Delta (a\cdot f+b\cdot g)=a\cdot (\Delta f)+b\cdot (\Delta g).}
Wie für andere lineare Differentialoperatoren auch, gilt für den Laplace-Operator eine verallgemeinerte Produktregel. Diese lautet
{\displaystyle \Delta (fg)=f\Delta g+2\langle \nabla f,\nabla g\rangle +g\Delta f,}
wobei {\displaystyle f,g\colon U\to \mathbb {R} } zwei zweimal stetig differenzierbare Funktionen mit {\displaystyle U\subset \mathbb {R} ^{n}} sind und {\displaystyle \langle \cdot ,\cdot \rangle } das euklidische Standardskalarprodukt ist.
Der Laplace-Operator ist drehsymmetrisch, das heißt: Ist {\displaystyle f} eine zweimal differenzierbare Funktion und {\displaystyle R} eine Drehung, so gilt
{\displaystyle \left(\Delta f\right)\circ R=\Delta \left(f\circ R\right),}
wobei „{\displaystyle \circ }“ für die Verkettung von Abbildungen steht.
Das Hauptsymbol des Laplace-Operators ist {\displaystyle -\|\xi \|^{2}}. Er ist also ein elliptischer Differentialoperator zweiter Ordnung. Daraus folgt, dass er ein Fredholm-Operator ist und mittels des Satzes von Atkinson folgt, dass er modulo eines kompakten Operators rechts- und linksinvertierbar ist.
Der Laplace-Operator
{\displaystyle -\Delta \colon {\mathcal {S}}(\mathbb {R} ^{n})\rightarrow L^{2}(\mathbb {R} ^{n})}
auf dem Schwartz-Raum ist wesentlich selbstadjungiert. Er hat daher einen Abschluss
{\displaystyle -\Delta \colon H^{2}(\mathbb {R} ^{n})\rightarrow L^{2}(\mathbb {R} ^{n})}
zu einem selbstadjungierten Operator auf dem Sobolev-Raum {\displaystyle H^{2}(\mathbb {R} ^{n})\subset L^{2}(\mathbb {R} ^{n})}. Dieser Operator ist zudem nichtnegativ, sein Spektrum befindet sich also auf der nichtnegativen reellen Achse, das heißt:
{\displaystyle \sigma (-\Delta )\subset \mathbb {R} _{0}^{+}}
Die Eigenwertgleichung
{\displaystyle -\Delta f=\lambda f}
des Laplace-Operators wird Helmholtz-Gleichung genannt. Ist {\displaystyle \Omega \subset \mathbb {R} ^{n}} ein beschränktes Gebiet und {\displaystyle H_{0}^{2}(\Omega )} der Sobolev-Raum mit den Randwerten {\displaystyle f=0} in {\displaystyle \partial \Omega }, dann bilden die Eigenfunktionen des Laplace-Operators {\displaystyle -\Delta \colon H_{0}^{2}(\Omega )\rightarrow L^{2}(\Omega )} ein vollständiges Orthonormalsystem von {\displaystyle L^{2}(\Omega )} und sein Spektrum besteht aus einem rein diskreten, reellen Punktspektrum, das nur in {\displaystyle \infty } einen Häufungspunkt haben kann. Dies folgt aus dem Spektralsatz für selbstadjungierte elliptische Differentialoperatoren.
Anschaulich gibt {\displaystyle \Delta f(p)} für eine Funktion {\displaystyle f} an einem Punkt {\displaystyle p} an, wie sich der Mittelwert von {\displaystyle f} über konzentrische Kugelschalen um {\displaystyle p} mit wachsendem Kugelradius gegenüber {\displaystyle f(p)} verändert.

## Poisson- und Laplace-Gleichung

### Definition
Der Laplace-Operator tritt in einer Reihe wichtiger Differentialgleichungen auf. Die homogene Differentialgleichung
{\displaystyle \Delta \varphi =0}
wird Laplace-Gleichung genannt und zweimal stetig differenzierbare Lösungen dieser Gleichung heißen harmonische Funktionen. Die entsprechende inhomogene Gleichung
{\displaystyle \Delta \varphi =f}
heißt Poisson-Gleichung.

### Fundamentallösung
Die Fundamentallösung {\displaystyle G({\vec {x}},{\vec {x}}^{\,\prime })} des Laplace-Operators erfüllt die Poisson-Gleichung
{\displaystyle \Delta \,G({\vec {x}},{\vec {x}}^{\,\prime })=\delta ({\vec {x}}-{\vec {x}}^{\,\prime })}
mit der Delta-Distribution {\displaystyle \delta } auf der rechten Seite. Diese Funktion ist von der Anzahl der Raumdimensionen abhängig.
Im Dreidimensionalen lautet sie:
{\displaystyle G({\vec {x}},{\vec {x}}^{\,\prime })=-{\frac {1}{4\pi \|{\vec {x}}-{\vec {x}}^{\,\prime }\|}}+F({\vec {x}},{\vec {x}}^{\,\prime })} mit {\displaystyle \Delta \,F({\vec {x}},{\vec {x}}^{\,\prime })=0}
Diese Fundamentallösung wird in der Elektrodynamik als Hilfsmittel zur Lösung von Randwertproblemen benötigt.
Im Zweidimensionalen lautet sie:
{\displaystyle G({\vec {x}},{\vec {x}}^{\,\prime })={\frac {\ln(\|{\vec {x}}-{\vec {x}}^{\,\prime }\|)}{2\pi }}+F({\vec {x}},{\vec {x}}^{\,\prime })} mit {\displaystyle \Delta \,F({\vec {x}},{\vec {x}}^{\,\prime })=0}

## Verallgemeinerungen

### D’Alembert-Operator
Der Laplace-Operator ergibt zusammen mit der zweiten Zeitableitung den D’Alembert-Operator:
{\displaystyle \square ={\frac {1}{c^{2}}}{\frac {\partial ^{2}}{\partial t^{2}}}-\Delta }
Dieser Operator kann als eine Verallgemeinerung des Laplace-Operators {\displaystyle \Delta } auf den Minkowski-Raum betrachtet werden.

### Verallgemeinerter Laplace-Operator
Für den Laplace-Operator, der ursprünglich stets als Operator des euklidischen Raumes verstanden wurde, gab es mit der Formulierung der riemannschen Geometrie die Möglichkeit der Verallgemeinerung auf gekrümmte Flächen und riemannsche beziehungsweise pseudo-riemannsche Mannigfaltigkeiten. Dieser allgemeinere Operator wird als verallgemeinerter Laplace-Operator bezeichnet.

## Diskreter Laplace-Operator
Auf eine diskrete Eingangsfunktion gn bzw. gnm wird der Laplace-Operator über eine Faltung angewendet. Dabei kann man folgende einfache Faltungsmasken verwenden:
1D-Filter {\displaystyle \quad {\vec {D}}_{x}^{2}\;={\begin{bmatrix}1&-2&1\end{bmatrix}}}
2D-Filter: {\displaystyle \quad \mathbf {D} _{xy}^{2}={\begin{bmatrix}0&1&0\\1&-4&1\\0&1&0\end{bmatrix}}}
Für zwei Dimensionen gibt es noch alternative Varianten, die zusätzlich auch diagonale Kanten berücksichtigen, beispielsweise:
2D-Filter: {\displaystyle \quad \mathbf {D} _{xy}^{2}={\begin{bmatrix}1&1&1\\1&-8&1\\1&1&1\end{bmatrix}}}
Diese Faltungsmasken erhält man durch die Diskretisierung der Differenzenquotienten. Dabei entspricht der Laplace-Operator einer gewichteten Summe über den Wert an benachbarten Punkten. Die Kantendetektion in der Bildverarbeitung (siehe Laplace-Filter) ist ein mögliches Anwendungsgebiet diskreter Laplace-Operatoren. Dort taucht eine Kante als Nulldurchgang der zweiten Ableitung des Signals auf. Auch bei der Diskretisierung von Differentialgleichungen oder in der Graphentheorie werden diskrete Laplace-Operatoren genutzt.